# (5869) Tanit
(5869) Tanit, internationalement (5869) Tanith, est un astéroïde Amor découvert le 4 novembre 1988 par Carolyn S. Shoemaker à l'observatoire Palomar.
Il est nommé d'après la déesse berbère Tanit, adoptée par les phéniciens, chargée de veiller à la fertilité, aux naissances et à la croissance.